# Località bandiere blu in Italia (2006)
Elenco delle località italiane insignite della bandiera blu dalla FEE per l'anno 2006.

## Spiagge

### Piemonte
- Cannero Riviera

### Lombardia
- Punta Grò e Lido Galeazzi di Sirmione

### Friuli-Venezia Giulia
- Grado
- Lignano Sabbiadoro

### Veneto
- Bibione
- Cavallino-Treporti
- Caorle
- Jesolo

### Liguria
- Albissola Marina
- Albisola Superiore
- Bergeggi
- Bordighera
- Camporosso
- Celle Ligure
- Spiagge Fornaci e Natarella di Savona
- Lavagna
- Lerici
- Moneglia
- Spotorno
- Varazze

### Emilia-Romagna
- Comacchio
- Ravenna
- Cervia
- Cesenatico
- Bellaria-Igea Marina
- Rimini
- Misano Adriatico
- Cattolica

### Toscana
- Bibbona
- Camaiore
- Castagneto Carducci
- Castiglioncello e Vada di Rosignano Marittimo
- Castiglione della Pescaia
- Cecina
- Follonica
- Forte dei Marmi
- Marina e Principina di Grosseto
- Pietrasanta
- San Vincenzo
- Monte Argentario
- Tirrenia e Marina di Pisa
- Viareggio

### Marche
- Gabicce Mare
- Pesaro
- Fano
- Senigallia
- Sirolo
- Numana, spiaggia di Numana Bassa
- Porto Recanati
- Porto San Giorgio
- Grottammare
- San Benedetto del Tronto
- Civitanova Marche

### Lazio
- Anzio
- Gaeta
- Sabaudia
- Sperlonga

### Abruzzo
- Fossacesia Marina, frazione di Fossacesia
- Francavilla al Mare
- Martinsicuro
- Pineto
- Rocca San Giovanni
- Roseto degli Abruzzi
- San Salvo
- San Vito Chietino
- Scanno
- Tortoreto
- Vasto

### Molise
- Termoli

### Campania
- Acciaroli e Pioppi di Pollica
- Agropoli
- Ascea
- Castellabate (Santa Maria e San Marco)
- Palinuro di Centola
- Positano
- Sapri

### Puglia
- Ginosa
- Isole Tremiti
- Ostuni
- Otranto
- Peschici
- Scaletta e Salsello di Bisceglie
- Vieste

### Basilicata
- Lido di Metaponto

### Calabria
- Cirò Marina
- Lido di Catanzaro
- Roccella Jonica
- Scilla

### Sicilia
- Fiumefreddo di Sicilia
- Menfi
- Pozzallo

### Sardegna
- Santa Teresa di Gallura

## Approdi Turistici

### Liguria
- Portosole di Sanremo
- Marina degli Aregai, Santo Stefano al Mare
- Imperia mare
- Marina di Andora
- Porto Luca Ferrari, Alassio
- Vecchia Darsena di Savona
- Porto Carlo Riva di Rapallo
- Marina di Chiavari
- Marina di Portovenere
- Porto Lotti, La Spezia

### Toscana
- Marina di Punta Ala
- Marina di San Rocco, Grosseto
- Marina di Cala Galera

### Lazio
- Porto Turistico Riva di Traiano, Civitavecchia
- Marina di Nettuno
- Base Nautica Flavio Gioia, Gaeta

### Campania
- Sudcantieri, Pozzuoli
- Porto turistico di Capri
- Porto turistico di Marina di Camerota

### Sardegna
- Marina di Santa Teresa Gallura
- Porto turistico di Palau
- Marina dell'orso, Poltu Quatu
- Porto Cervo
- Marina di Portisco
- Marina di Porto Rotondo
- Marina di Banuei e Santa Maria Navarrese
- Marina di Capitana, Quartu Sant'Elena

### Sicilia
- Marina di Portorosa, Furnari

### Puglia
- Marina di Brindisi

### Abruzzo
- Marina di Pescara

### Marche
- Marina di Porto San Giorgio
- Porto turistico di Numana

### Emilia-Romagna
- Portoverde, Misano Adriatico
- Marina di Rimini
- Ravenna, Yacht Club
- Circolo Velico Ravennate

### Veneto
- Marina di Albarella
- Darsene Le Saline, Chioggia
- Marina del Cavallino
- Marina 4, Caorle
- Darsena dell'Orologio, Caorle
- Porto Turistico di Jesolo

### Friuli-Venezia Giulia
- Marina di Aquileia
- Darsena Aprilia Marittima
- Marina Punta Faro, Lignano
- Marina Punta Verde, Lignano
- Marina Uno, Lignano
- Porto Vecchio, Lignano
- Marina Capo Nord, Latisana
- Marina Punta dei Gabbiani, Latisana
- Poto San Vito, Grado
- Lega navale italiana, Trieste